# Jules Isaac (Charleroi)
Pour les articles homonymes, voir Isaac.
Jules Isaac, (Charleroi, 15 juin 1830 - Charleroi, 13 janvier 1885), est un avocat et un homme politique belge, membre du Parti libéral. Il est bourgmestre de Charleroi de 1873 à 1874.

## Biographie
Jules Florent Ferdinand Baptiste Isaac, né au sein d’une famille bourgeoise de Charleroi, est le fils de Félix Isaac, avocat au barreau de Charleroi, et de Julie Frognu. Il est échevin de Charleroi le 7 août 1870 puis bourgmestre du 21 juin 1873 à 1874.
Il est député permanent de la Province de Hainaut à partir de 1874.
Il fait des études à l’Université libre de Bruxelles puis devient lui-même avocat au barreau de Charleroi. 
Il se lance dans la politique en rejoignant l’Association libérale de Charleroi. Il est élu conseiller communal de Charleroi le 30 octobre 1860 et le restera jusqu’en 1873. Il est successivement nommé échevin de l'Instruction publique de Charleroi puis bourgmestre en remplacement de Charles Lebeau. C'est à lui qu'on doit la création de « La bibliothèque populaire  » , première bibliothèque publique de la ville de Charleroi. Son intérêt pour l’instruction publique et ses occupations industrielles et publiques le conduisent à  assumer la présidence du Conseil d'Administration de l'École provinciale des mines du Hainaut et de l'École industrielle de Charleroi.
Compétent en matière financière, il porte également un vif intérêt à la littérature et aux arts. Il contribue ainsi à la création d'une école de musique communale en juillet 1873. C'est Jules Isaac qui lance l'idée d'un monument au peintre néo-classique François-Joseph Navezqui est originaire de Charleroi. Il s’intéresse également à la vie sociale carolorégienne au sein de la Garde civique et en tant que président de la Société Royale du jeu de balle de Charleroi. 
Après la bataille de Sedan en 1870,  il fait aussi preuve d'humanité en accueillant chez lui plusieurs blessés français qu'il fait soigner. La Légion d'Honneur lui sera décernée par la France en remerciement de son dévouement.
Parallèlement à ses activités communales, il s’investit au niveau provincial et est conseiller provincial en mai 1867 jusqu’en 1874. Comme conseiller provincial, il prend résolument parti pour l'instruction publique obligatoire. En juillet 1874, Il est nommé député permanent du Conseil provincial du Hainaut ce qui le conduit à démissionner de son poste de bourgmestre de Charleroi. Il restera à ce poste jusqu’à son décès en 1885. 
Il a aussi des activités industrielles en tant que membre du Comité des régisseurs chargé d’auditionner les comptes de la société charbonnière du Bois-du-Luc à Houdeng-Aimeries de 1873 à 1885.

## Distinctions
- Chevalier de l'ordre de Léopold  en 1876 (Belgique)[11] ;
- Médaille civique de 1ère classe (Belgique) ;
- Chevalier de la Légion d'honneur en 1878 (France)[11] ;
- Médaille de la Croix rouge de France (pour son dévouement envers les blessés de la guerre de 1870).

## Hommages
- La « rue Isaac » perpétue sa mémoire à Charleroi Ville-Haute.